# 罗振江
罗振江（1949年10月—），陕西扶风人；北京大学哲学系毕业。1969年3月加入中国共产党；曾任第十一届陕西省人大常委会常务副主任、党组书记，陕西省人民政府副省长，中国人民解放军第三军医大学政治委员，少将军衔。
十八大代表.十届全国人大代表，陕西省九届人大委员会委员。

## 经历
1968年2月，18岁的罗振江入中国人民解放军服役。1971年8月，调解放军第四军医大学办公室，担任秘书；1973年，被推荐到北京大学哲学系学习，成为工农兵学员；1976年大学毕业后，回到第四军医大学。
罗振江曾在四军大前后工作三十年；历任校政治部政治教研室教员、政治部宣传处处长，四军大第一附属医院（西京医院）政治部副主任、主任，四军大纪检委副书记，四军大政治部副主任、主任；1998年1月，当选第九届陕西省人大常委会委员；1999年，升任第四军医大学副政治委员(副军职)。
2001年7月，51岁的罗振江赴重庆，任解放军第三军医大学政治委员；2002年5月起，享受正军职待遇。2005年6月，返回陕西，出任副省长；2008年1月，当选第十一届省人大常委会副主任；2011年4月起，任常务副主任。2013年1月，届满退休。
罗振江于1988年9月14日，授上校军衔；1992年9月，晋升大校军衔；2000年7月27日晋升少将军衔。